# Mostra (material)

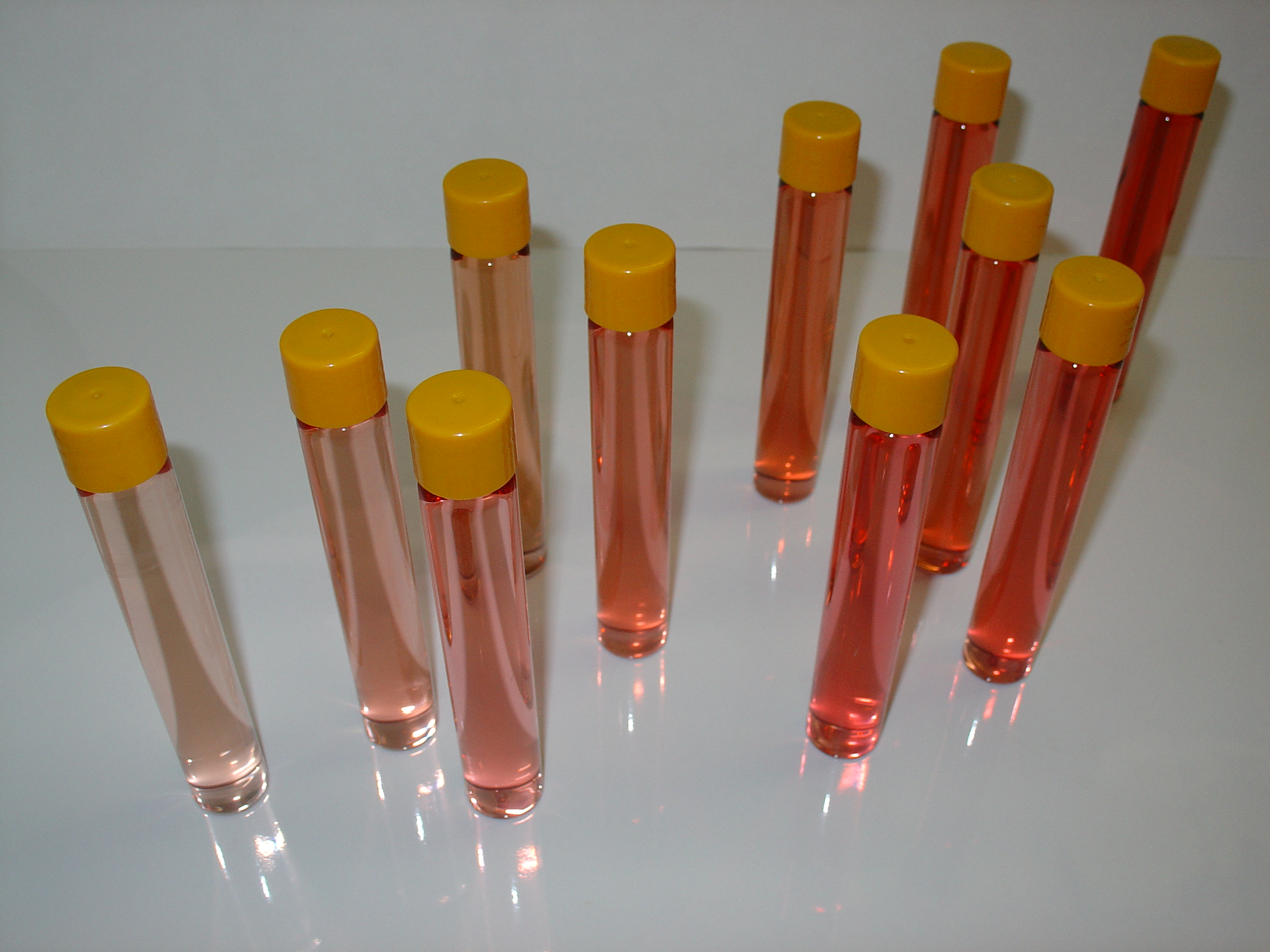
Mostres de vi rosat en recipients de vidre transparent que palesen algunes de les diverses tonalitats possibles.

En sentit material, una mostra és una petita part o quantitat d'una matèria o substància que és emprada per a analitzar-la i determinar diverses propietats físiques, químiques o altres. Les propietats de la mostra indiquen les propietats del conjunt de partida amb un cert grau de precisió.
La magnitud de la mostra és molt petita referida a la magnitud del conjunt. En conjunts de gran magnitud, la magnitud absoluta de la mostra pot ser important.

## Estat físic
Els conjunts materials de partida poden ser sòlids, líquids o gasos. Les mostres corresponents seran sòlides, líquides o gasoses.

## Isotropia i uniformitat
En cada cas cal avaluar el grau homogeneïtat del conjunt de partida per determinar un procediment d'extracció de mostres adequat a les necessitats del procés d'anàlisi.

## Propietats analitzades
Una primera classificació de les mostres està basada en les propietats que hom vol analitzar.

### Propietats físiques
Qualsevol propietat física susceptible de ser analitzada: densitat, punt de fusió, radioactivitat,...

### Propietats químiques
Composició química qualitativa i quantitativa, pH, ...

### Propietats biològiques
En medicina, biologia i ciències similars, les propietats a analitzar són sovint complexes i s'estudien seguin procediments molt detallats i normalitzats. Les mostres necessàries depenen de protocols particulars.